# Eciton rapax
Eciton rapax é uma espécie de formiga do gênero Eciton.